# Maksim Yakovlev
Maksim Sergeyevich Yakovlev (tiếng Nga: Максим Серге́евич Яковлев; sinh ngày 8 tháng 9 năm 1991) là một cầu thủ bóng đá người Nga. Hiện tại anh thi đấu cho F.K. Khimki.